# Monika Schwingshackl
Monika Schwingshackl (* 5. März 1972 in Toblach) ist eine ehemalige italienische Biathletin.
Monika Schwingshackl startete für den SC Toblach. Sie startete bei den Olympischen Winterspielen 1992 in Albertville in allen drei Rennen der ersten Wettbewerbe für Frauen in der Sportart. Im Sprint lief sie auf den 37. Platz, im Einzel wurde sie 57. und gemeinsam mit Erica Carrara und Nathalie Santer 13. im Staffelrennen. In der Saison 1992/93 erreichte die Italienerin mit Platz 33 in einem Einzel in Oberhof ihr bestes Weltcup-Resultat. Letztes Großereignis wurden die Biathlon-Weltmeisterschaften 1995 in Antholz. Schwingshackl wurde 72. im Einzel, 67. im Sprint und mit Siegrid Pallhuber, Nathalie Santer und Petra Trockner 17. im Staffelwettbewerb.

## Biathlon-Weltcup-Platzierungen
Die Tabelle zeigt alle Platzierungen (je nach Austragungsjahr einschließlich Olympische Spiele und Weltmeisterschaften).
- 1.–3. Platz: Anzahl der Podiumsplatzierungen
- Top 10: Anzahl der Platzierungen unter den ersten zehn (einschließlich Podium)
- Punkteränge: Anzahl der Platzierungen innerhalb der Punkteränge (einschließlich Podium und Top 10)
- Starts: Anzahl gelaufener Rennen in der jeweiligen Disziplin

| Platzierung                                | Einzel | Sprint | Verfolgung | Massenstart | Team | Staffel | Gesamt |
| ------------------------------------------ | ------ | ------ | ---------- | ----------- | ---- | ------- | ------ |
| 1. Platz                                   |        |        |            |             |      |         |        |
| 2. Platz                                   |        |        |            |             |      |         |        |
| 3. Platz                                   |        |        |            |             |      |         |        |
| Top 10                                     |        |        |            |             |      |         |        |
| Punkteränge                                |        |        |            |             |      | 2       | 2      |
| Starts                                     | 9      | 9      |            |             |      | 2       | 20     |
| Stand: Daten wahrscheinlich nicht komplett |        |        |            |             |      |         |        |